# Alcorisa
Alcorisa é um município da Espanha na província de Teruel, comunidade autónoma de Aragão. Tem 120,75 km² de área e em 2021 tinha 3 293 habitantes (densidade: 27,3 hab./km²).

## Demografia
| Variação demográfica do município entre 1991 e 2004 | Variação demográfica do município entre 1991 e 2004 | Variação demográfica do município entre 1991 e 2004 | Variação demográfica do município entre 1991 e 2004 |
| --------------------------------------------------- | --------------------------------------------------- | --------------------------------------------------- | --------------------------------------------------- |
| 1991                                                | 1996                                                | 2001                                                | 2004                                                |
| 3234                                                | 3316                                                | 3339                                                | 3495                                                |